# 2610 Tuva
2610 Tuva este un asteroid din centura principală, descoperit pe 5 septembrie 1978, de Nikolai Cernîh.